# Dorothy Ashby
Dorothy Jeanne Thompson (6 de agosto de 1930 - 13 de abril de 1986), mais conhecida como Dorothy Ashby, foi uma harpista e compositora norte-americana de jazz. Saudada como uma das jazzistas mais injustamente subestimadas dos anos 50, e ao mesmo tempo como a harpista de jazz moderno mais talentosa e realizada de sua época, Dorothy Ashby utilizou a harpa como um instrumento de improvisação no jazz, além do uso ordinário como uma novidade ou instrumento participante do plano de fundo de uma orquestra. Dessa forma, provou que a harpa poderia tocar o bebop tão habilmente quanto outros instrumentos geralmente associados ao jazz, como o piano e o saxofone.
Ashby superou muitos obstáculos durante sua trajetória de carreira. Enquanto musicista negra em uma industria dominada por homens, ela estava em desvantagem. Em 1983, em uma entrevista com o historiador W. Royal Stokes, para seu livro Living the Jazz Life, ela comentou o seguinte sobre sua carreira: "Talvez tenha sido uma carga tripla já que poucas mulheres são conhecidas como jazzistas. Tem ainda a conexão com mulheres negras. O público que eu estava tentando atingir não estava interessado em harpa, ponto final - clássico ou não - e eles certamente não estavam interessados em ver uma mulher negra tocando harpa." Ashby desviou com êxito por essas desvantagens, e posteriormente pode auxiliar na ampliação dos ouvintes e apreciadores de harpa, e na noção do que a harpa poderia ser capaz de produzir enquanto instrumento.
Os discos de Dorothy Ashby eram do gênero de Jazz, mas muitas vezes são compreendidos como R&B, ou World music, e outros estilos, especialmente The Rubaiyat, seu álbum de 1970, em que demonstra seu talento em outro instrumento, o Koto, integrando-o triunfantemente ao jazz.

## Vida e carreira
Dorothy Thompson cresceu em torno da música de Detroit, onde seu pai, o guitarrista Wiley Thompson, também trazia para casa alguns de seus parceiros músicos de jazz. Mesmo enquanto jovem, ela já contribuía para o grupo de músicos que seu pai fazia parte tocando piano para acompanhá-los em algumas reuniões. Ela frequentou a Cass Technical High School, onde interagiu com outros talentosos ícones futuros da música como Donald Byrd, Gerald Wilson e Kenny Burrell. Durante seus anos de escola, ela tocou vários instrumentos, tais como saxofone e baixo acústico, até começar a tocar harpa.
Ela frequentou a Wayne State University em Detroit, onde estudou piano e educação musical. Depois de formada, começou a tocar piano na cena de jazz de Detroit, até que a partir de 1952 ela faz da harpa seu principal instrumento. No início, seus companheiros de jazz eram resistentes a ideia de incluir em suas apresentações a harpa, instrumento que entendiam ser da música clássica e um tanto etéreo nas performances de jazz. Assim, Dorothy Ashby teve que superar a resistência inicial de seus colegas e sistematizar apoio para a harpa enquanto instrumento de jazz organizando shows gratuitos e tocando em clubes de dança e casamentos com seu  trio. Ela gravou com Jimmy Cobb, Ed Thigpen, Richard Davis, Frank Wess e outros músicos no final da década de 1950 e início da década de 1960. Durante os anos da década de 1960, ela também teve seu próprio programa de rádio em Detroit.
O trio de Ashby, que incluía seu marido, John Ashby, na bateria, regularmente viajava em turnês nacionais, e gravou álbuns para vários selos fonográficos. Ela tocou com Louis Armstrong e Woody Herman, e outras personalidades da música. Em 1962, Ashby ganhou um prêmio de melhor performance de jazz da revista Down Beat.
Além de seu trabalho como musicista, ela também trabalhou com seu marido em uma companhia de teatro, a Ashby Players, que seu marido fundou em Detroit e que para a qual Dorothy também escreveu roteiros. Durante a década de 1960 Dorothy Ashby e seu marido formaram um grupo teatral para produzir peças que poderiam ser relevantes para a comunidade afro-americana de Detroit, tendo produzido uma série de espetáculos musicais. Na maioria das peças o script era escrito por John Ashby e as falas por Dorothy Ashby. Dorothy Ashby também chegou a tocar harpa e piano nas trilhas sonoras dessas peças.
Dorothy Ashby morreu de câncer em 13 de abril de 1986, em Santa Mônica, Califórnia.

## Discografia
- 1957: The Jazz Harpist (Regent)

- 1958: Hip Harp (Prestige) – with Frank Wess

- 1958: In a Minor Groove (New Jazz) – with Frank Wess

- 1961: Dorothy Ashby (Argo)

- 1961: Soft Winds (Jazzland)

- 1965: The Fantastic Jazz Harp of Dorothy Ashby (Atlantic)

- 1968: Afro-Harping (Cadet)

- 1969: Dorothy's Harp (Cadet)

- 1970: The Rubaiyat of Dorothy Ashby (Cadet)

- 1984: Django/Misty (Philips)

- 1984: Concierto de Aranjuez (Philips)

### Como acompanhante
- +'Justments (Columbia, 1974) - com Bill Withers

- Fancy Dancer (Blue Note, 1975) - com Bobbi Humphrey

- Adventures in Paradise (Epic, 1975) - com Minnie Riperton

- Metamorphosis (ABC/Impulse!, 1976) - com Wade Marcus

- Everybody Come on Out (Fantasy, 1976) - com Stanley Turrentine

- Songs in the Key of Life (Motown, 1976) - com Stevie Wonder

- Warm & Sonny (Impulse!, 1977) - com Sonny Criss

- Tone Tantrum (Blue Note, 1977) - com Gene Harris

- Bundle of Joy (Columbia, 1977) - com Freddie Hubbard

- Late at Night (Motown, 1979) - com Billy Preston

- The Poet (Beverly Glenn, 1981) - com Bobby Womack

- The Poet II (Beverly Glenn, 1984) - com Bobby Womack

- The Source (1984) - com Osamu Kitajima